# Matt Overton
Matt Overton (* 6. července 1985 v San Leandru, stát Kalifornie) je hráč amerického fotbalu nastupující na pozici Long snappera za tým Indianapolis Colts v National Football League. Vysokoškolský fotbal hrál za Western Washington University, po Draftu NFL 2007, kdy si ho nevybral žádný tým, podepsal smlouvu s týmem Seattle Seahawks.

## Vysoká škola a Univerzita
Overton navštěvoval Tracy High School a hrál americký fotbal za místní tým Bulldogs na pozici Linemana. Za své výkony v roce 2002 obdržel ceny Hráč měsíce, Hráč roku a Atlet měsíce. Poté na roky 2003-2004 přestoupil na Diablo Valley College, kde byl zvolen asistentem kapitána a nejužitečnějším členem special teamu. Od roku 2005 ve Western Washington University sloužil dva roky jako kapitán týmu na pozicích Defensive enda a Long snappera. Během této doby zaznamenal 40 tacklů, 5 sacků, 1 interception, 1 forced fumble a 7 zablokovaných přihrávek.

## Profesionální kariéra
Matt Overton byl zařazen do Draftu NFL 2007, ale v sedmi kolech nebyl vybrán žádným týmem. Poté se dohodl na smlouvě se Seattle Seahawks, ale byl pouze členem practice squadu a nezasáhl do žádného utkání. V sezóně 2008 hrál za tým Tri-Cities Fever halový americký fotbal. O rok později pomohl týmu Florida Tuskers ze soutěže United Football League k neporazitelnosti a zisku titulu. 10. února 2010 znovu podepsal smlouvu se Seahawks, jenže ještě během tréninkového kempu byl uvolněn a přestoupil k Omaha Nighthawks. 3. dubna 2012 podepsal smlouvu s Indianapolis Colts a na pozici Long snappera odehrál všech šestnáct utkání základní části plus play-off. Na konci sezóny 2013 byl vybrán do Pro Bowlu a 3. března téhož roku podepisuje prodloužení stávajícího kontraktu s Colts o čtyři sezóny.